# Station Matrand
Station Matrand is een station in Matrand in de gemeente Eidskog in fylke Innlandet  in  Noorwegen. Het station, oorspronkelijk Eidsskog stasjon, ligt aan Kongsvingerbanen. Het stationsgebouw dateert uit 1865 en is een ontwerp van Georg Andreas Bull. Het wordt beschermd als monument. Sinds 1990 is Matrand gesloten voor personenvervoer.